# Clasificación de Concacaf para la Copa Mundial de Fútbol de 1986
El Campeonato de Naciones de la Concacaf de 1985 sirvió de marco a la clasificación para la Copa Mundial de Fútbol de 1986. La FIFA le otorgó en esta ocasión a la Concacaf un cupo para el Mundial. Desde la edición anterior la FIFA le concedía dos cupos pero como el torneo se realizaría en México (cuya selección estaba clasificada automáticamente) solo quedaba uno que conseguiría al final Canadá.
Nueve selecciones se hicieron partícipes del certamen. Barbados y Granada se retiraron y la FIFA no aceptó la participación de Jamaica.

## Fase preliminar
| Equipo 1              | Agr. | Equipo 2       | Ida | Vuelta |
| --------------------- | ---- | -------------- | --- | ------ |
| El Salvador           | 8–0  | Puerto Rico    | 5–0 | 3–0    |
| Canadá                | w/o  | Jamaica        | –   | –      |
| Antillas Neerlandesas | 0–4  | Estados Unidos | 0–0 | 0–4    |
| Costa Rica            | w/o  | Barbados       | –   | –      |
| Panamá                | 0–4  | Honduras       | 0–3 | 0–1    |
| Trinidad y Tobago     | w/o  | Granada        | –   | –      |
| Antigua y Barbuda     | 2–5  | Haití          | 0–4 | 2–1    |
| Surinam               | 2–1  | Guyana         | 1–0 | 1–1    |

| 29 de julio de 1984 | El Salvador                                            | 5:0 (4:0) | Puerto Rico | Estadio Cuscatlán, San Salvador                           |                                                           |
|                     | Hernández 6', 19' · Rivas 28' · Alfaro 45' · López 82' |           |             | Asistencia: 23 333 espectadores Árbitro(s): Rómulo Méndez | Asistencia: 23 333 espectadores Árbitro(s): Rómulo Méndez |

| 5 de agosto de 1984 | Puerto Rico | 0:3 (0:2) (Global 0:8) | El Salvador                        | Estadio Sixto Escobar, San Juan                      |                                                      |
|                     |             |                        | Zapata 1' · Rivas 12' · Alfaro 80' | Asistencia: 500 espectadores Árbitro(s): Rex Osborne | Asistencia: 500 espectadores Árbitro(s): Rex Osborne |

|                                                      | Canadá | - | Jamaica |  |  |
| Jamaica fue excluida, Canadá avanza automáticamente. |        |   |         |  |  |

| 29 de septiembre de 1984 | Antillas Neerlandesas | 0:0 | Estados Unidos | Estadio Ergilio Hato, Willemstad                              |  |
|                          |                       |     |                | Asistencia: 6 109 espectadores Árbitro(s): Roel Jacques Goede |  |

| 6 de octubre de 1984 | Estados Unidos                             | 4:0 (3:0) (Global 4:0) | Antillas Neerlandesas | Busch Stadium, San Luis                                   |                                                           |
|                      | Coker 18', 69' · DiBernardo 33' · Kapp 40' |                        |                       | Asistencia: 10 718 espectadores Árbitro(s): Rolando Fusco | Asistencia: 10 718 espectadores Árbitro(s): Rolando Fusco |

|                                                        | Costa Rica | - | Barbados |  |  |
| Barbados se retiró, Costa Rica avanza automáticamente. |            |   |          |  |  |

| 15 de junio de 1984 | Panamá | 0:3 (0:0) | Honduras                      | Estadio Colón, Colón                                          |                                                               |
|                     |        |           | Figueroa 50', 78' · Laing 71' | Asistencia: 10 000 espectadores Árbitro(s): José Carlos Ortiz | Asistencia: 10 000 espectadores Árbitro(s): José Carlos Ortiz |

| 24 de junio de 1984 | Honduras     | 1:0 (0:0) (Global 4:0) | Panamá | Estadio Nacional, Tegucigalpa                               |                                                             |
|                     | Figueroa 67' |                        |        | Asistencia: 38 000 espectadores Árbitro(s): Gus Constantine | Asistencia: 38 000 espectadores Árbitro(s): Gus Constantine |

|                                                              | Trinidad y Tobago | - | Granada |  |  |
| Granada se retiró, Trinidad y Tobago avanza automáticamente. |                   |   |         |  |  |

| 4 de agosto de 1984                       | Antigua y Barbuda | 0:4 (0:2) | Haití                              | Estadio Sylvio Cator, Puerto Príncipe                    |                                                          |
|                                           |                   |           | Auguste 20', 31', 87' · Thomas 51' | Asistencia: 2 766 espectadores Árbitro(s): Willie Taylor | Asistencia: 2 766 espectadores Árbitro(s): Willie Taylor |
| Antigua y Barbuda jugó de local en Haití. |                   |           |                                    |                                                          |                                                          |

| 7 de agosto de 1984 | Haití     | 1:2 (1:1) (Global 5:2) | Antigua y Barbuda           | Estadio Sylvio Cator, Puerto Príncipe                       |                                                             |
|                     | Vorbe 33' |                        | Gonzalves 17' · Roberts 56' | Asistencia: 1 576 espectadores Árbitro(s): Winston Campbell | Asistencia: 1 576 espectadores Árbitro(s): Winston Campbell |

| 15 de agosto de 1984 | Surinam     | 1:0 (0:0) | Guyana | Estadio André Kamperveen, Paramaribo |                          |
|                      | Edwards 77' |           |        | Árbitro(s): Kong Lee Tai             | Árbitro(s): Kong Lee Tai |

| 29 de agosto de 1984 | Guyana     | 1:1 (1:0) (Global 1:2) | Surinam     | Bourda, Georgetown             |                                |
|                      | Archer 36' |                        | Klinker 58' | Árbitro(s): Sirjuesingh Lennox | Árbitro(s): Sirjuesingh Lennox |

## Organización

### Equipos participantes
En cursiva los equipos debutantes.
| Equipos participantes | Equipos participantes | Equipos participantes | Equipos participantes | Equipos participantes |
| --------------------- | --------------------- | --------------------- | --------------------- | --------------------- |
| Canadá                | Costa Rica            | Estados Unidos        | Guatemala             | Haití                 |
| Honduras              | El Salvador           | Surinam               | Trinidad y Tobago     |                       |

### Primera ronda

#### Grupo A
Surinam jugó los partidos de local en campo contrario.
| Equipo      | Pts. | PJ | PG | PE | PP | GF | GC | Dif |
| ----------- | ---- | -- | -- | -- | -- | -- | -- | --- |
| Honduras    | 6    | 4  | 2  | 2  | 0  | 5  | 3  | 2   |
| El Salvador | 5    | 4  | 2  | 1  | 1  | 7  | 2  | 5   |
| Surinam     | 1    | 4  | 0  | 1  | 3  | 2  | 9  | -7  |

| 24 de febrero de 1985 | Surinam | 0:3 (0:1) | El Salvador                            | Estadio Cuscatlán, San Salvador                         |                                                         |
|                       |         |           | Alfaro 25' · Huezo 52' · Hernández 79' | Asistencia: 48 000 espectadores Árbitro(s): Berny Ulloa | Asistencia: 48 000 espectadores Árbitro(s): Berny Ulloa |

| 27 de febrero de 1985 | El Salvador                 | 3:0 (0:0) | Surinam | Estadio Cuscatlán, San Salvador                                  |                                                                  |
|                       | Rivas 68', 80' · Zapata 76' |           |         | Asistencia: 34 000 espectadores Árbitro(s): Mario Efraín Escobar | Asistencia: 34 000 espectadores Árbitro(s): Mario Efraín Escobar |

| 3 de marzo de 1985 | Surinam     | 1:1 (1:1) | Honduras  | Estadio Nacional, Tegucigalpa                                |                                                              |
|                    | Klinker 32' |           | Laing 40' | Asistencia: 42 000 espectadores Árbitro(s): Mamerto Negreros | Asistencia: 42 000 espectadores Árbitro(s): Mamerto Negreros |

| 6 de marzo de 1985 | Honduras         | 2:1 (1:0) | Surinam      | Estadio Nacional, Tegucigalpa                                  |                                                                |
|                    | Figueroa 9', 58' |           | Stjewart 86' | Asistencia: 38 000 espectadores Árbitro(s): Carlos Luis Alfaro | Asistencia: 38 000 espectadores Árbitro(s): Carlos Luis Alfaro |

| 10 de marzo de 1985 | El Salvador | 1:2 (0:1) | Honduras              | Estadio Cuscatlán, San Salvador                         |                                                         |
|                     | Rivas 64'   |           | Bailey 1' · Laing 77' | Asistencia: 59 000 espectadores Árbitro(s): David Socha | Asistencia: 59 000 espectadores Árbitro(s): David Socha |

| 14 de marzo de 1985 | Honduras | 0:0 | El Salvador | Estadio Nacional, Tegucigalpa                                   |  |
|                     |          |     |             | Asistencia: 50 000 espectadores Árbitro(s): Antonio Evangelista |  |

#### Grupo B
| Equipo    | Pts. | PJ | PG | PE | PP | GF | GC | Dif |
| --------- | ---- | -- | -- | -- | -- | -- | -- | --- |
| Canadá    | 7    | 4  | 3  | 1  | 0  | 7  | 2  | 5   |
| Guatemala | 5    | 4  | 2  | 1  | 1  | 7  | 3  | 4   |
| Haití     | 0    | 4  | 0  | 0  | 4  | 0  | 9  | -9  |

| 13 de abril de 1985 | Canadá                    | 2:0 (2:0) | Haití | Royal Athletic Park, Victoria                             |                                                           |
|                     | Vrablic 30' · Sweeney 41' |           |       | Asistencia: 4 000 espectadores Árbitro(s): Angelo Bratsis | Asistencia: 4 000 espectadores Árbitro(s): Angelo Bratsis |

| 20 de abril de 1985 | Canadá            | 2:1 (2:0) | Guatemala | Royal Athletic Park, Victoria                                     |                                                                   |
|                     | Mitchell 22', 43' |           | Gómez 72' | Asistencia: 5 202 espectadores Árbitro(s): Edgardo Codesal Méndez | Asistencia: 5 202 espectadores Árbitro(s): Edgardo Codesal Méndez |

| 26 de abril de 1985 | Haití | 0:1 (0:0) | Guatemala  | Estadio Sylvio Cator, Puerto Príncipe                     |                                                           |
|                     |       |           | Monzón 58' | Asistencia: 18 000 espectadores Árbitro(s): David Bellion | Asistencia: 18 000 espectadores Árbitro(s): David Bellion |

| 5 de mayo de 1985 | Guatemala | 1:1 (1:1) | Canadá       | Estadio Mateo Flores, Ciudad de Guatemala                               |                                                                         |
|                   | Pérez 42' |           | Mitchell 39' | Asistencia: 45 000 espectadores Árbitro(s): Luis Paulino Siles Calderón | Asistencia: 45 000 espectadores Árbitro(s): Luis Paulino Siles Calderón |

| 8 de mayo de 1985 | Haití | 0:2 (0:1) | Canadá                     | Estadio Sylvio Cator, Puerto Príncipe                  |                                                        |
|                   |       |           | Mitchell 14' · Vrablic 56' | Asistencia: 7 000 espectadores Árbitro(s): Rex Osborne | Asistencia: 7 000 espectadores Árbitro(s): Rex Osborne |

| 15 de mayo de 1985 | Guatemala                                             | 4:0 (1:0) | Haití | Estadio Mateo Flores, Ciudad de Guatemala                   |                                                             |
|                    | Estrada 44' · Galindo 48' · Funes 62' · Solórzano 71' |           |       | Asistencia: 6 000 espectadores Árbitro(s): Rodolfo Martínez | Asistencia: 6 000 espectadores Árbitro(s): Rodolfo Martínez |

#### Grupo C
| Equipo            | Pts. | PJ | PG | PE | PP | GF | GC | Dif |
| ----------------- | ---- | -- | -- | -- | -- | -- | -- | --- |
| Costa Rica        | 6    | 4  | 2  | 2  | 0  | 6  | 2  | 4   |
| Estados Unidos    | 5    | 4  | 2  | 1  | 1  | 4  | 3  | 1   |
| Trinidad y Tobago | 1    | 4  | 0  | 1  | 3  | 2  | 7  | -5  |

| 24 de abril de 1985 | Trinidad y Tobago | 0:3 (0:1) | Costa Rica                                | Estadio Nacional, San José                                   |                                                              |
|                     |                   |           | F. Williams 15' · Lacey 65' · Nóbrega 79' | Asistencia: 10 000 espectadores Árbitro(s): Rodolfo Martínez | Asistencia: 10 000 espectadores Árbitro(s): Rodolfo Martínez |

| 28 de abril de 1985 | Costa Rica | 1:1 (0:1) | Trinidad y Tobago | Estadio Ricardo Saprissa, San José                        |                                                           |
|                     | Ulate 70'  |           | De Noon 20'       | Asistencia: 10 839 espectadores Árbitro(s): Rómulo Méndez | Asistencia: 10 839 espectadores Árbitro(s): Rómulo Méndez |

| 15 de mayo de 1985 | Trinidad y Tobago | 1:2 (1:1) | Estados Unidos           | Busch Stadium, San Luis                                  |                                                          |
|                    | Fonrose 18'       |           | Borja 29' · Peterson 88' | Asistencia: 15 823 espectadores Árbitro(s): Robert Allen | Asistencia: 15 823 espectadores Árbitro(s): Robert Allen |

| 19 de mayo de 1985 | Estados Unidos | 1:0 (1:0) | Trinidad y Tobago | Murdock Stadium, Torrance                                       |                                                                 |
|                    | Caligiuri 16'  |           |                   | Asistencia: 6 115 espectadores Árbitro(s): Jorge Alberto Leanza | Asistencia: 6 115 espectadores Árbitro(s): Jorge Alberto Leanza |

| 26 de mayo de 1985 | Costa Rica  | 1:1 (1:1) | Estados Unidos | Estadio Alejandro Morera, Alajuela                        |                                                           |
|                    | Ramírez 42' |           | Kerr 45'       | Asistencia: 20 173 espectadores Árbitro(s): Joaquin Urrea | Asistencia: 20 173 espectadores Árbitro(s): Joaquin Urrea |

| 31 de mayo de 1985 | Estados Unidos | 0:1 (0:1) | Costa Rica   | Murdock Stadium, Torrance                                |                                                          |
|                    |                |           | Coronado 34' | Asistencia: 11 800 espectadores Árbitro(s): John Meachin | Asistencia: 11 800 espectadores Árbitro(s): John Meachin |

### Ronda final
| Equipo     | Pts. | PJ | PG | PE | PP | GF | GC | Dif |
| ---------- | ---- | -- | -- | -- | -- | -- | -- | --- |
| Canadá     | 6    | 4  | 2  | 2  | 0  | 4  | 2  | 2   |
| Honduras   | 3    | 4  | 1  | 1  | 2  | 6  | 6  | 0   |
| Costa Rica | 3    | 4  | 0  | 3  | 1  | 4  | 6  | -2  |

| 11 de agosto de 1985 | Costa Rica                   | 2:2 (1:2) | Honduras                            | Estadio Nacional, San José                                |                                                           |
|                      | Solano 19' · J. Williams 80' |           | Figueroa 8' (pen.) · Betancourt 23' | Asistencia: 20 043 espectadores Árbitro(s): David Bellion | Asistencia: 20 043 espectadores Árbitro(s): David Bellion |

| 17 de agosto de 1985 | Canadá    | 1:1 (0:1) | Costa Rica      | Varsity Stadium, Toronto                                           |                                                                    |
|                      | James 60' |           | J. Williams 12' | Asistencia: 8 000 espectadores Árbitro(s): Enrique Mendoza Guillén | Asistencia: 8 000 espectadores Árbitro(s): Enrique Mendoza Guillén |

| 25 de agosto de 1985 | Honduras | 0:1 (0:0) | Canadá    | Estadio Nacional, Tegucigalpa                                |                                                              |
|                      |          |           | Pakos 60' | Asistencia: 40 000 espectadores Árbitro(s): Charles Marshall | Asistencia: 40 000 espectadores Árbitro(s): Charles Marshall |

| 1 de septiembre de 1985 | Costa Rica | 0:0 | Canadá | Estadio Nacional, San José                                    |  |
|                         |            |     |        | Asistencia: 32 000 espectadores Árbitro(s): José Carlos Ortiz |  |

| 8 de septiembre de 1985 | Honduras                                  | 3:1 (1:1) | Costa Rica   | Estadio Nacional, Tegucigalpa                                 |                                                               |
|                         | Betancourt 40' · Figueroa 51', 56' (pen.) |           | Guimarães 7' | Asistencia: 45 000 espectadores Árbitro(s): Richard Ramcharan | Asistencia: 45 000 espectadores Árbitro(s): Richard Ramcharan |

| 14 de septiembre de 1985 | Canadá                  | 2:1 (1:0) | Honduras       | Parque Rey Jorge V, San Juan de Terranova                 |                                                           |
|                          | Pakos 15' · Vrablic 61' |           | Betancourt 49' | Asistencia: 13 000 espectadores Árbitro(s): Rómulo Méndez | Asistencia: 13 000 espectadores Árbitro(s): Rómulo Méndez |

## Clasificados
| Bandera de México | Bandera de Canadá  |
| México            | Canadá             |
| Anfitrión         | Campeón 1.° título |

## Estadísticas

### Clasificación general
| Pos. | Selección             | Pts. | PJ | PG | PE | PP | GF | GC | Dif | Rend. |
| ---- | --------------------- | ---- | -- | -- | -- | -- | -- | -- | --- | ----- |
| 1    | Canadá                | 13   | 8  | 5  | 3  | 0  | 11 | 4  | 7   | 81.3% |
| 2    | Honduras              | 13   | 10 | 5  | 3  | 2  | 15 | 9  | 6   | 65%   |
| 3    | El Salvador           | 9    | 6  | 4  | 1  | 1  | 15 | 2  | 13  | 75%   |
| 4    | Costa Rica            | 9    | 8  | 2  | 5  | 1  | 10 | 8  | 2   | 56.3% |
| 5    | Estados Unidos        | 8    | 6  | 3  | 2  | 1  | 8  | 3  | 5   | 66.7% |
| 6    | Guatemala             | 5    | 4  | 2  | 1  | 1  | 7  | 3  | 4   | 62.5% |
| 7    | Surinam               | 3    | 6  | 1  | 2  | 3  | 4  | 10 | -6  | 25%   |
| 8    | Antigua y Barbuda     | 2    | 2  | 1  | 0  | 1  | 2  | 5  | -3  | 50%   |
| 9    | Haití                 | 2    | 6  | 1  | 0  | 5  | 5  | 11 | -6  | 16.7% |
| 10   | Guyana                | 1    | 2  | 0  | 1  | 1  | 1  | 2  | -1  | 25%   |
| 11   | Trinidad y Tobago     | 1    | 4  | 0  | 1  | 3  | 2  | 7  | -5  | 25%   |
| 12   | Panamá                | 0    | 2  | 0  | 0  | 2  | 0  | 4  | -4  | 0%    |
| 13   | Antillas Neerlandesas | 0    | 2  | 0  | 0  | 2  | 0  | 4  | -4  | 0%    |
| 14   | Puerto Rico           | 0    | 2  | 0  | 0  | 2  | 0  | 8  | -8  | 0%    |

### Goleadores
| Jugador               | Selección   | Goles |
| --------------------- | ----------- | ----- |
| José Roberto Figueroa | Honduras    | 8     |
| José María Rivas      | El Salvador | 5     |
| Dale Mitchell         | Canadá      | 4     |
| Igor Vrablic          | Canadá      | 3     |
| Porfirio Betancourt   | Honduras    | 3     |
| Eduardo Laing         | Honduras    | 3     |
| Ever Hernández        | El Salvador | 3     |
| Mauricio Alfaro       | El Salvador | 3     |
| Maxime Auguste        | Haití       | 3     |